# Petit Gourou
Pour les articles homonymes, voir Kangourou (homonymie) et Gourou (homonymie).
Petit Gourou (Roo en anglais) est un kangourou, est un personnage de l'univers de Winnie l'Ourson, créé par Alan Alexander Milne. C'est le fils de Grand Gourou, avec qui il vit (Petit Gourou, comme son nom l'indique, est encore très jeune). Il est également le meilleur ami de Tigrou qu'il suit dans toutes ses aventures notamment dans le film Les Aventures de Tigrou.
Il a eu son propre film Les Aventures de Petit Gourou. Il est aussi le personnage principal aux côtés de Lumpy dans Winnie l'ourson et l'Éfélant.